# نادی‌گوربو
نادْیْ‌گوربو (به مجاری:  Nagygörbő) یک منطقهٔ مسکونی در مجارستان است که در ناحیه زالاسنت‌گروت واقع شده‌است.